# ألمانيا في الألعاب البارالمبية الصيفية 2016
شاركت ألمانيا في دورة الألعاب البارالمبية الصيفية 2016 في ريو دي جانيرو، البرازيل، من 7 إلى 18 سبتمبر 2016. وتأهل أربعة رياضيين في منافسات الإبحار، بالإضافة إلى رياضيين في الرماية، وركوب الدراجات، والفروسية، والتجديف، والباراترياثلون، والتجديف، وكرة السلة على الكراسي المتحركة.

## التمويل
أحد مصادر التمويل والدعم لجهود ألمانيا البارالمبية حتى دورة الألعاب الأولمبية في ريو هو الشراكة المحلية مع شركة أليانز.

## تصنيفات الإعاقة
يتم تجميع إعاقة كل مشارك في الألعاب البارالمبية في واحدة من خمس فئات للإعاقة؛ البتر، قد تكون الحالة خلقية أو مستمرة من خلال إصابة أو مرض؛ الشلل الدماغي ؛ رياضيو الكراسي المتحركة، غالبًا ما يكون هناك تداخل بين هذه الفئات والفئات الأخرى؛ إعاقة البصر، بما في ذلك العمى، أي إعاقة جسدية لا تندرج بشكل صارم تحت إحدى الفئات الأخرى، على سبيل المثال التقزم أو التصلب المتعدد. ثم يكون لكل رياضة بارالمبية تصنيفاتها الخاصة، والتي تعتمد على المتطلبات البدنية المحددة للمنافسة. يتم إعطاء الأحداث رمزًا، مصنوعًا من أرقام وحروف، يصف نوع الحدث وتصنيف الرياضيين المتنافسين. تقسم بعض الرياضات، مثل ألعاب القوى، الرياضيين حسب كل من فئة وشدة إعاقتهم، بينما تجمع الرياضات الأخرى، مثل السباحة، المتنافسين من فئات مختلفة معًا، ويكون الفصل الوحيد بناءً على شدة الإعاقة.

## الحائزون على الميداليات
| الميدالية | الاسم                                               | الرياضة       | الحدث                         |
| --------- | --------------------------------------------------- | ------------- | ----------------------------- |
| ذهبية     | ديفيد بيهري يوهانس فلورز ماركوس ريهام فيليكس سترينج | ألعاب القوى   | تتابع 4 × 100 متر رجال T43-47 |
| ذهبية     | هاينريش بوبوف                                       | ألعاب القوى   | وثب طويل رجال F42             |
| ذهبية     | ماركوس ريهام                                        | ألعاب القوى   | وثب طويل رجال F44             |
| ذهبية     | دانيال شيل                                          | ألعاب القوى   | رمي الجلة رجال F33            |
| ذهبية     | سيباستيان ديتز                                      | ألعاب القوى   | رمي الجلة رجال F36            |
| ذهبية     | نيكو كابل                                           | ألعاب القوى   | رمي الجلة رجال F41            |
| ذهبية     | فانيسا لو                                           | ألعاب القوى   | وثب طويل سيدات F42            |
| ذهبية     | بيرغيت كوبر                                         | ألعاب القوى   | رمي الجلة سيدات F36           |
| ذهبية     | فرانزيسكا ليبهارت                                   | ألعاب القوى   | رمي الجلة سيدات F37           |
| ذهبية     | مايكل تيوبر                                         | ركوب الدراجات | سباق الطريق فردي رجال H4      |
| ذهبية     | هانس-بيتر دورست                                     | ركوب الدراجات | سباق الطريق فردي رجال T1-2    |
| ذهبية     | فيكو ميركلين                                        | ركوب الدراجات | سباق الطريق رجال H4           |
| ذهبية     | ستيفن وارياس                                        | ركوب الدراجات | سباق الطريق رجال C1-3         |
| ذهبية     | هانس-بيتر دورست                                     | ركوب الدراجات | سباق الطريق رجال T1-2         |
| ذهبية     | دوروتي فيث                                          | ركوب الدراجات | سباق الطريق فردي سيدات H4-5   |
| ذهبية     | كريستيان ريب                                        | ركوب الدراجات | سباق الطريق سيدات H1-4        |
| ذهبية     | أندريا إسكواو                                       | ركوب الدراجات | سباق الطريق سيدات H5          |
| ذهبية     | مارتن شولز                                          | ترياثلون بارا | فردي رجال PT4                 |
| فضية      | ديفيد بيهري                                         | ألعاب القوى   | رجال 400م T44                 |
| فضية      | كلوديا نيكوليتسيك                                   | ألعاب القوى   | سيدات 100م T36                |
| فضية      | فانيسا لو                                           | ألعاب القوى   | سيدات 100م T42                |
| فضية      | إيرمغارد بينسوسان                                   | ألعاب القوى   | سيدات 100م T44                |
| فضية      | إيرمغارد بينسوسان                                   | ألعاب القوى   | سيدات 200م T44                |
| فضية      | إيرمغارد بينسوسان                                   | ألعاب القوى   | سيدات 400م T44                |
| فضية      | فرانزيسكا ليبهارت                                   | ألعاب القوى   | سيدات الوثب الطويل F37        |
| فضية      | ماريان بوغنهاجن                                     | ألعاب القوى   | سيدات رمي القرص F55           |
| فضية      | مارتينا ويلينغ                                      | ألعاب القوى   | سيدات رمي الرمح F56           |
| فضية      | ماكس فيبر                                           | ركوب الدراجات | سباق الطريق رجال H3           |
| فضية      | أندريا إسكواو                                       | ركوب الدراجات | سباق الطريق فردي سيدات H4-5   |
| فضية      | دينيس شندلر                                         | ركوب الدراجات | سباق الطريق فردي سيدات C1-3   |
| فضية      | إلكه فيليب ألينا روزنبرغ كارولين شناير ستيفن زايبيج | الفروسية      | الفريق المختلط                |
| فضية      | كارمن بروسيغ                                        | الجودو        | سيدات -48كغ                   |
| فضية      | رامونا بروسّيغ                                       | الجودو        | سيدات -52كغ                   |
| فضية      | توم كيري                                            | الكانوي بارا  | رجال KL3                      |
| فضية      | إدينا مولر                                          | الكانوي بارا  | سيدات KL1                     |
| فضية      | ناتاشا هيلتروب                                      | الرماية       | مختلط 10م مسدس هوائي SH1      |
| فضية      | دينيس غرافل                                         | السباحة       | سيدات 50م حرة S7              |
| فضية      | ناومي مايك شنِتجر                                    | السباحة       | سيدات 50م حرة S12             |
| فضية      | توماس شميدبرغر                                      | تنس الطاولة   | رجال فردي فئة 3               |
| فضية      | فالنتين باوس                                        | تنس الطاولة   | رجال فردي فئة 5               |
| فضية      | توماس بروخله توماس شميدبرغر                         | تنس الطاولة   | فريق رجال فئة 3               |
| فضية      | ستيفي غريبي                                         | تنس الطاولة   | سيدات فردي فئة 6              |
| برونزية   | توماس ألبريشت                                       | ألعاب القوى   | رجال 100م T12                 |
| برونزية   | فيليكس سترينغ                                       | ألعاب القوى   | رجال 100م T44                 |
| برونزية   | ديفيد بيهري                                         | ألعاب القوى   | رجال 200م T44                 |
| برونزية   | فيليكس سترينغ                                       | ألعاب القوى   | رجال الوثب الطويل F44         |
| برونزية   | كاترين مولر-روتغارت                                 | ألعاب القوى   | سيدات 100م T12                |
| برونزية   | كلوديا نيكوليتسيك                                   | ألعاب القوى   | سيدات 200م T36                |
| برونزية   | فرانسيس هيرمان                                      | ألعاب القوى   | سيدات رمي الرمح F34           |
| برونزية   | فيكو ميركلين                                        | ركوب الدراجات | رجال سباق الطريق H4           |
| برونزية   | دينيس شندلر                                         | ركوب الدراجات | سيدات سباق الطريق C1-3        |
| برونزية   | جانا ماجونكي                                        | ركوب الدراجات | سيدات سباق الطريق T1-2        |
| برونزية   | كاي-كريستيان كروز                                   | ركوب الدراجات | رجال سباق 1 كم B              |
| برونزية   | ستيفن زايبيج                                        | الفروسية      | اختبار فردي حر الدرجة الثانية |
| برونزية   | نيكولاي كورنهاس                                     | الجودو        | رجال -73كغ                    |
| برونزية   | توربن شميدتكي                                       | السباحة       | رجال 100م صدر SB6             |

## الرماية
حصلت جينيفر هيس على مكان لألمانيا في أولمبياد ريو بعد أدائها في بطولة العالم للرماية البارالمبية لعام 2015. تأهلت ألمانيا بعد أدائها في مسابقة القوس المنحني المفتوحة للسيدات. وحصل أوفه هيرتر على المركز الثاني في مسابقة الرجال W1.
| اللاعب                   | الفعالية                    | جولة التصنيف | جولة التصنيف | دور الـ32                   | دور الـ16                            | ربع النهائي                | نصف النهائي                         | النهائي / BM                 | النهائي / BM |          |
| اللاعب                   | الفعالية                    | النقاط       | البذرة       | المنافس النتيجة             | المنافس النتيجة                      | المنافس النتيجة            | المنافس النتيجة                     | المنافس النتيجة              | الترتيب      |          |
| ------------------------ | --------------------------- | ------------ | ------------ | --------------------------- | ------------------------------------ | -------------------------- | ----------------------------------- | ---------------------------- | ------------ | -------- |
| أوفي هيرتر               | فردي مركب رجال W1           | 609          | 8            | —                           | كافانا (بريطانيا العظمى) · ف 130–124 | أشيك (تركيا) · ف 130–124   | والكر (بريطانيا العظمى) · خ 131–135 | كينيك (سلوفاكيا) · خ 125–133 | 4            |          |
| مايك شارزفسكي            | فردي المنجنيق رجال المفتوح  | 629          | 3            | دي سوزا (البرازيل) · ف 7–1  | شي (الصين) · ف 7–3                   | ريزيندي (البرازيل) · خ 4–6 | لم يتأهل                            | لم يتأهل                     | لم يتأهل     |          |
| لوسيا كوبشيك             | فردي مركب سيدات المفتوح     | 607          | 15           | عباسبور (إيران) · خ 129–140 | لم تتأهل                             | لم تتأهل                   | لم تتأهل                            | لم تتأهل                     | لم تتأهل     |          |
| جينيفر هيس               | فردي المنجنيق سيدات المفتوح | 594          | 11           | فلورينو (إيطاليا) · خ 4–6   | لم تتأهل                             | لم تتأهل                   | لم تتأهل                            | لم تتأهل                     | لم تتأهل     |          |
| مايك شارزفسكي جينيفر هيس | فريق المنجنيق المفتوح       | 1223         | 6            | —                           | منغوليا (MGL) · خ 3–5                | لم يتأهل                   | لم يتأهل                            | لم يتأهل                     | لم يتأهل     | لم يتأهل |

## ألعاب قوى
رجال
أحداث المضمار والطريق
| اللاعب                                           | الفعالية                 | الأدوار التمهيدية | الأدوار التمهيدية    | نصف النهائي | نصف النهائي | النهائي     | النهائي  |
| اللاعب                                           | الفعالية                 | النتيجة           | الترتيب              | النتيجة     | الترتيب     | النتيجة     | الترتيب  |
| ------------------------------------------------ | ------------------------ | ----------------- | -------------------- | ----------- | ----------- | ----------- | -------- |
| الحسان بلدي                                      | 800 متر رجال T54         | 1:37.30           | 5                    | —           | لم يتأهل    | لم يتأهل    |          |
| الحسان بلدي                                      | 1500 متر رجال T54        | 3:07.14           | 3 تأهل               | —           | 3:01.62     | 6           |          |
| الحسان بلدي                                      | 5000 متر رجال T54        | 10:21.67          | 6 تأهل               | —           | 11:03.00    | 8           |          |
| ديفيد بهره                                       | 100 متر رجال T44         | 11.23             | 3 تأهل               | —           | 11.26       | 7           |          |
| ديفيد بهره                                       | 200 متر رجال T44         | 21.63             | 1 تأهل               | —           | 21.41       | الثالث      |          |
| ديفيد بهره                                       | 400 متر رجال T44         | 47.74             | 1 تأهل               | —           | 46.23       | الثاني      |          |
| يوهانس فلورز                                     | 100 متر رجال T44         | 11.34             | 6                    | —           | لم يتأهل    | لم يتأهل    |          |
| يوهانس فلورز                                     | 200 متر رجال T44         | 21.86             | 3 تأهل               | —           | 21.81       | 4           |          |
| يوهانس فلورز                                     | 400 متر رجال T44         | تم استبعاده       | تم استبعاده          | —           | لم يتأهل    | لم يتأهل    |          |
| هاينريش بوبوف                                    | 100 متر رجال T42         | 12.45             | 1 تأهل               | —           | 12.46       | 4           |          |
| دينيس ريل                                        | 100 متر رجال T38         | 12.03             | 5                    | —           | لم يتأهل    | لم يتأهل    |          |
| ليون شيفر                                        | 100 متر رجال T42         | 13.16             | 7                    | —           | لم يتأهل    | لم يتأهل    |          |
| دينيس شميتز                                      | 100 متر رجال T33         | —                 | 21.22                | 6           |             |             |          |
| مارك شوه                                         | 100 متر رجال T54         | 15.26             | 4                    | —           | لم يتأهل    | لم يتأهل    |          |
| مارك شوه                                         | 400 متر رجال T54         | 48.89             | 4                    | —           | لم يتأهل    | لم يتأهل    |          |
| فيليكس سترينغ                                    | 100 متر رجال T44         | 11.12             | 3 تأهل               | —           | 11.03       | الثالث      |          |
| فيليكس سترينغ                                    | 200 متر رجال T44         | 22.55             | 4 تأهل               | —           | تم استبعاده | تم استبعاده |          |
| توماس أولبريخت                                   | 100 متر رجال T12         | 11.40             | 1 تأهل               | —           | 11.39       | الثالث      |          |
| توماس أولبريخت                                   | 200 متر رجال T12         | تم استبعاده       | تم استبعاده          | لم يتأهل    | لم يتأهل    | لم يتأهل    | لم يتأهل |
| توماس أولبريخت                                   | 400 متر رجال T12         | 50.77             | 2 تأهل               | 51.40       | 3           | لم يتأهل    | لم يتأهل |
| ماركوس ريم ديفيد بهره فيليكس سترينغ يوهانس فلورز | 4 × 100 متر تتابع T43-47 | —                 | 40.82 رقم قياسي شخصي | الأول       |             |             |          |

الأحداث الميدانية
| اللاعب         | الفعالية              | النهائي                 | النهائي |
| اللاعب         | الفعالية              | المسافة                 | الترتيب |
| -------------- | --------------------- | ----------------------- | ------- |
| رينهولد بوتزل  | القفز العالي رجال T47 | 1.80 =أفضل نتيجة للموسم | 9       |
| سيباستيان ديتز | رمي الجلة رجال F36    | 14.84                   | الأول   |
| نيكو كابل      | رمي الجلة رجال F41    | 13.57                   | الأول   |
| ماثياس ميستر   | رمي الرمح رجال F41    | 39.99                   | 5       |
| هاينريش بوبوف  | الوثب الطويل رجال T42 | 6.70 رقم قياسي شخصي     | الأول   |
| ماركوس ريم     | الوثب الطويل رجال T44 | 8.21 رقم قياسي شخصي     | الأول   |
| دينيس ريل      | الوثب الطويل رجال T38 | 5.03                    | 7       |
| ليون شيفر      | الوثب الطويل رجال T42 | 6.06 أفضل أداء شخصي     | 4       |
| ليون شيفر      | القفز العالي رجال T42 | 1.55                    | 12      |
| دانيال شايل    | رمي الجلة رجال F33    | 11.03                   | الأول   |
| ماثياس شولز    | رمي الرمح رجال F46    | 48.84                   | 10      |
| فيليكس سترينغ  | الوثب الطويل رجال T44 | 7.13 أفضل أداء شخصي     | الثالث  |
| فرانك تينيمير  | رمي الجلة رجال T42    | 13.44                   | 5       |
| توماس ألبريشت  | الوثب الطويل رجال T12 | 6.40                    | 10      |

نساء
السباقات والمسافات الطويلة
| اللاعبة                                                 | الفعالية                 | المرحلة التمهيدية | المرحلة التمهيدية       | نصف النهائي          | نصف النهائي | النهائي              | النهائي |
| اللاعبة                                                 | الفعالية                 | النتيجة           | الترتيب                 | النتيجة              | الترتيب     | النتيجة              | الترتيب |
| ------------------------------------------------------- | ------------------------ | ----------------- | ----------------------- | -------------------- | ----------- | -------------------- | ------- |
| ليندي آف                                                | 100 متر T38              | 13.28             | 2 تأهل                  | —                    | 13.20       | 5                    |         |
| إرْمجارد بينسوسان                                        | 100 متر T44              | 13.08             | 1 تأهل                  | —                    | 13.04       | الثاني               |         |
| إرْمجارد بينسوسان                                        | 200 متر T44              | 26.70             | 1 تأهل                  | —                    | 26.90       | الثاني               |         |
| إرْمجارد بينسوسان                                        | 400 متر T44              | —                 | 59.62                   | الثاني               |             |                      |         |
| فانيسا براون                                            | 100 متر T38              | 14.59             | 7                       | —                    | لم تتأهل    | لم تتأهل             |         |
| ياني صوفي إنغلايتر                                      | 100 متر T13              | 13.13             | 5                       | —                    | لم تتأهل    | لم تتأهل             |         |
| إيزابيل فوردر                                           | 100 متر T37              | 15.04             | 5                       | —                    | لم تتأهل    | لم تتأهل             |         |
| إيزابيل فوردر                                           | 400 متر T37              | 1:16.25           | 5                       | —                    | لم تتأهل    | لم تتأهل             |         |
| مايك هاوسبرغر                                           | 400 متر T37              | 1:12.22           | 5                       | —                    | لم تتأهل    | لم تتأهل             |         |
| فانيسا لو                                               | 100 متر T42              | 15.76             | 1 تأهل                  | —                    | 15.17       | الثاني               |         |
| كاترين مولر-روتغارت                                     | 100 متر T12              | 12.47             | 1 تأهل                  | 12.11 أفضل أداء شخصي | 2 تأهل      | 11.99 أفضل أداء شخصي | الثالث  |
| كاترين مولر-روتغارت                                     | 200 متر T12              | 24.73             | 2 تأهل                  | —                    | 24.71       | 4                    |         |
| كلوديا نيكلويتسيك                                       | 100 متر T36              | 14.71             | 2 تأهل                  | —                    | 14.64       | الثاني               |         |
| كلوديا نيكلويتسيك                                       | 200 متر T36              | 31.18             | 2 تأهل                  | —                    | 31.13       | الثالث               |         |
| نيكول نيكلويتسيك                                        | 100 متر T38              | 14.49             | 6                       | —                    | لم تتأهل    | لم تتأهل             |         |
| يانا شميت                                               | 100 متر T42              | 16.70             | 3 تأهل                  | —                    | 16.84       | 6                    |         |
| ماريا سيفرت                                             | 100 متر T37              | 14.06             | 3 تأهل                  | —                    | 14.13       | 6                    |         |
| أوتا شتريكرت                                            | 100 متر T35              | —                 | 17.66                   | 5                    |             |                      |         |
| أوتا شتريكرت                                            | 200 متر T35              | —                 | 37.51                   | 7                    |             |                      |         |
| ليندي آف ماريا سيفرت نيكول نيكلويتسيك كلوديا نيكلويتسيك | تتابع 4 × 100 متر T35-38 | —                 | 56.04 أفضل نتيجة للموسم | 4                    |             |                      |         |

الأحداث الميدانية
| اللاعبة             | الفعالية               | النهائي              | النهائي |
| اللاعبة             | الفعالية               | المسافة              | الترتيب |
| ------------------- | ---------------------- | -------------------- | ------- |
| ليندي آف            | الوثب الطويل سيدات T38 | 4.47 أفضل أداء شخصي  | 6       |
| فانيسا براون        | الوثب الطويل سيدات T38 | 3.98 =أفضل أداء شخصي | 13      |
| ماريان بوغنهاغن     | رمي القرص سيدات F55    | 24.56                | الثاني  |
| مايك هاوسبرغر       | الوثب الطويل سيدات T37 | 4.06                 | 4       |
| فرانسيس هيرمان      | رمي الجلة سيدات F34    | 6.64                 | 6       |
| فرانسيس هيرمان      | رمي الرمح سيدات F34    | 18.16                | الثالث  |
| بيرغيت كوبير        | رمي الجلة سيدات F36    | 11.41                | الأول   |
| فريديريكه كوليسكي   | رمي القرص سيدات F44    | 30.34                | 4       |
| فرانزيسكا ليب هارت  | الوثب الطويل سيدات T37 | 4.42                 | الثاني  |
| فرانزيسكا ليب هارت  | رمي الجلة سيدات F37    | 13.96                | الأول   |
| فانيسا لو           | الوثب الطويل سيدات T42 | 4.93 رقم قياسي عالمي | الأول   |
| يوليان موجي         | رمي الجلة سيدات F36    | 9.12                 | 4       |
| كاترين مولر-روتغارت | الوثب الطويل سيدات T12 | 5.16                 | 6       |
| نيكول نيكلويتسيك    | الوثب الطويل سيدات T38 | 4.05                 | 10      |
| يانا شميت           | الوثب الطويل سيدات T42 | 3.53                 | 7       |
| مارتينا ويلينغ      | رمي الجلة سيدات F57    | 7.79                 | 9       |
| مارتينا ويلينغ      | رمي القرص سيدات F57    | 21.05                | 9       |
| مارتينا ويلينغ      | رمي الرمح سيدات F57    | 22.22                | الثاني  |

## الكانو
الرجال
| اللاعب      | الفعالية | الأدوار التمهيدية | الأدوار التمهيدية | نصف النهائي | نصف النهائي | النهائي | النهائي |
| اللاعب      | الفعالية | الزمن             | الترتيب           | الزمن       | الترتيب     | الزمن   | الترتيب |
| ----------- | -------- | ----------------- | ----------------- | ----------- | ----------- | ------- | ------- |
| توم كيري    | KL3      | 42.345            | 1 نهائي           | تجاوز الدور | 39.909      | الثاني  |         |
| إيفو كيليان | KL2      | 50.222            | 4 نصف نهائي       | 49.737      | 4           | 48.622  | 8       |

السيدات
| اللاعبة       | الفعالية | الأدوار التمهيدية | الأدوار التمهيدية | نصف النهائي | نصف النهائي | النهائي  | النهائي  |
| اللاعبة       | الفعالية | الزمن             | الترتيب           | الزمن       | الترتيب     | الزمن    | الترتيب  |
| ------------- | -------- | ----------------- | ----------------- | ----------- | ----------- | -------- | -------- |
| أنكه مولكنتِين | KL2      | 1:05.721          | 5 نصف نهائي       | 1:05.382    | 6           | لم تتأهل | لم تتأهل |
| إدينا مولر    | KL1      | 58.662            | 1 نهائي           | تجاوز الدور | 58.874      | الثاني   |          |

## ركوب الدراجات
مع وجود طريق واحد للتأهل يتمثل في أعلى اللجان البارالمبية الوطنية تصنيفًا في قوائم تصنيف الأمم للاتحاد الدولي للدراجات الهوائية للذكور والإناث في 31 ديسمبر 2014، تأهلت ألمانيا لدورة الألعاب البارالمبية الصيفية 2016 في ريو، على افتراض أنها استمرت في تلبية جميع متطلبات الأهلية الأخرى.

### الطريق
1. 1.     1. ؛الرجال

| الرياضي         | الحدث               | الزمن    | الترتيب |
| --------------- | ------------------- | -------- | ------- |
| هانس-بيتر دورست | سباق الطريق T1–2    | 50:07    | 🥇      |
| هانس-بيتر دورست | سباق ضد الساعة T1–2 | 22:57.34 | 🥇      |
| كاي كروزه       | سباق ضد الساعة B    | 42:48.42 | 20      |
| فيكو ميركلين    | سباق الطريق H4      | 1:28:48  | 🥇      |
| فيكو ميركلين    | سباق ضد الساعة H4   | 28:42.34 | 🥉      |
| توماس شيفر      | سباق الطريق C4–5    | 2:19:26  | 12      |
| توماس شيفر      | سباق ضد الساعة C4   | 40:05.05 | 7       |
| مايكل تويبر     | سباق الطريق C1–3    | 1:49:43  | 🥈      |
| مايكل تويبر     | سباق ضد الساعة C1   | 27:43.19 | 🥈      |

السيدات
| اللاعبة            | الحدث                  | الزمن    | الترتيب |
| ------------------ | ---------------------- | -------- | ------- |
| كيرستين براشتندورف | سباق الطريق C4–5       | 2:21:58  | 5       |
| كيرستين براشتندورف | سباق الوقت الفردي C5   | 30:31.46 | 7       |
| أندريا إيسكاو      | سباق الطريق H5         | 1:37:07  | الأول   |
| أندريا إيسكاو      | سباق الوقت الفردي H4–5 | 32:15.42 | الثاني  |
| يانا ماجونكه       | سباق الطريق T1–2       | 1:08:19  | الثالث  |
| يانا ماجونكه       | سباق الوقت الفردي T1–2 | 27:43.46 | 4       |
| كريستيان ريبّي      | سباق الطريق H1–4       | 1:15:56  | الأول   |
| كريستيان ريبّي      | سباق الوقت الفردي H4–5 | 33:54.53 | 6       |
| دينيس شندلر        | سباق الطريق C1–3       | 1:30:14  | الثالث  |
| دينيس شندلر        | سباق الوقت الفردي C1–3 | 30:18.99 | الثاني  |
| دوروثي فيث         | سباق الطريق H5         | 1:37:15  | 5       |
| دوروثي فيث         | سباق الوقت الفردي H4–5 | 31:35.46 | الأول   |

### المضمار
المطاردة
| الرياضي/الرياضية   | الحدث                       | التأهيل      | التأهيل      | النهائي                         | النهائي  |
| الرياضي/الرياضية   | الحدث                       | الزمن        | الترتيب      | المنافس / النتيجة               | الترتيب  |
| ------------------ | --------------------------- | ------------ | ------------ | ------------------------------- | -------- |
| كاي كروزه          | المطاردة الفردية رجال B     | 4:45.603     | 13           | لم يتأهل                        | لم يتأهل |
| ميشائيل تويبر      | المطاردة الفردية رجال C1    | 4:04.105     | 5            | لم يتأهل                        | لم يتأهل |
| إريك وينكلر        | المطاردة الفردية رجال C1    | 4:02.658     | 3            | نيهويس (هولندا) · خسارة - تجاوز | 4        |
| كيرستين براختندورف | المطاردة الفردية سيدات C5   | 4:01.233     | 8            | لم تتأهل                        | لم تتأهل |
| دنيز شيندلر        | المطاردة الفردية سيدات C1–3 | تم الاستبعاد | تم الاستبعاد | لم تتأهل                        | لم تتأهل |

سباق ضد الزمن
| الرياضي     | الحدث                            | الزمن    | الترتيب |
| ----------- | -------------------------------- | -------- | ------- |
| كاي كروزه   | سباق الزمن لمسافة 1 كم رجال B    | 1:01.787 | الثالث  |
| إريك وينكلر | سباق الزمن لمسافة 1 كم رجال C1–3 | 1:17.774 | 21      |

## الفروسية
كانت ألمانيا واحدة من ثلاث دول تأهلت بفريق لرياضة الفروسية من خلال نتائجها في دورة الألعاب العالمية للفروسية 2014، حيث فازت بالميدالية البرونزية في حدث الفريق. حصلت الدولة على مكان فردي إضافي من خلال طريقة تخصيص قائمة التصنيف الفردي للفروسية البارالمبية بعد إيقاف روسيا، وفرنسا وفنلندا لعدم استخدام أحد أماكنها المخصصة.
- رياضة الفروسية الجماعية – 4 أماكن مخصصة

| اللاعب                                              | الحصان      | الفعالية                        | النقاط  | الترتيب |
| --------------------------------------------------- | ----------- | ------------------------------- | ------- | ------- |
| إلكه فيليبس                                         | ريجاليز     | اختبار البطولة الفردي الدرجة Ia | 73.696  | 4       |
| إلكه فيليبس                                         | ريجاليز     | اختبار الفردي الحر الدرجة Ia    | 73.700  | 4       |
| ألينا روزنبرغ                                       | نياز دابون  | اختبار البطولة الفردي الدرجة Ib | 70.966  | 5       |
| ألينا روزنبرغ                                       | نياز دابون  | اختبار الفردي الحر الدرجة Ib    | 72.550  | 4       |
| كارولين شناير                                       | ديل روش     | اختبار البطولة الفردي الدرجة IV | 69.905  | 5       |
| كارولين شناير                                       | ديل روش     | اختبار الفردي الحر الدرجة IV    | 69.600  | 5       |
| كلوديا شميت                                         | روميو رويال | اختبار البطولة الفردي الدرجة II | 67.314  | 11      |
| ستيفن زيبيغ                                         | فيل جود 4   | اختبار البطولة الفردي الدرجة II | 70.057  | 4       |
| ستيفن زيبيغ                                         | فيل جود 4   | اختبار الفردي الحر الدرجة II    | 74.350  | الثالث  |
| إلكه فيليبس ألينا روزنبرغ كارولين شناير ستيفن زيبيغ | انظر أعلاه  | الفريق                          | 433.321 | الثاني  |

## كرة الهدف
يدخل المنتخب الألماني للرجال البطولة وهو في المركز الخامس عشر على مستوى العالم.

## الجودو
الرجال
| اللاعب          | الفعالية | الدور 16                         | ربع النهائي                      | نصف النهائي                      | إعادة المنافسة 1                     | إعادة المنافسة 2                 | النهائي / BM    | النهائي / BM |
| اللاعب          | الفعالية | المنافس النتيجة                  | المنافس النتيجة                  | المنافس النتيجة                  | المنافس النتيجة                      | المنافس النتيجة                  | المنافس النتيجة | الترتيب      |
| --------------- | -------- | -------------------------------- | -------------------------------- | -------------------------------- | ------------------------------------ | -------------------------------- | --------------- | ------------ |
| نيكولاي كورناهس | −73 كغ   | إعفاء                            | بريسينو (فنزويلا) · فاز 000–0001 | غاسيموف (أذربيجان) · خسر 000–100 | إعفاء                                | كيتازونو (اليابان) · فاز 110–000 | الثالث          |              |
| سيباستيان يونك  | −81 كغ   | نوري جعفري (إيران) · خسر 000–111 | لم يتأهل                         | لم يتأهل                         | لم يتأهل                             | لم يتأهل                         | لم يتأهل        | لم يتأهل     |
| أوليفر أوبمان   | −100 كغ  | تينوريو (البرازيل) · خسر 000–100 | لم يتأهل                         | لم يتأهل                         | سكلي (بريطانيا العظمى) · خسر 000–100 | لم يتأهل                         | لم يتأهل        | لم يتأهل     |

السيدات
| اللاعبة       | الفعالية | ربع النهائي                      | نصف النهائي                         | إعادة المنافسة  | النهائي / BM                    | النهائي / BM |
| اللاعبة       | الفعالية | المنافس النتيجة                  | المنافس النتيجة                     | المنافس النتيجة | المنافس النتيجة                 | الترتيب      |
| ------------- | -------- | -------------------------------- | ----------------------------------- | --------------- | ------------------------------- | ------------ |
| كارمن بروسيغ  | −48 كغ   | تاسين (تركيا) · فازت 100–000     | هالينسكا (أوكرانيا) · فازت 001–000  | إعفاء           | لي (الصين) · خسرت 000–100       | الثاني       |
| رامونا بروسّيغ | −52 كغ   | فيريرا (البرازيل) · فازت 100–000 | سالاييفا (أوزبكستان) · فازت 001–000 | إعفاء           | مارتينيه (فرنسا) · خسرت 000–012 | الثاني       |

## الترياثلون
| اللاعب       | الفعالية | السباحة (0.75 كم) | الانتقال 1 | الدراجة (22.28 كم) | الانتقال 2 | الجري (5 كم) | الوقت الإجمالي | الترتيب |
| ------------ | -------- | ----------------- | ---------- | ------------------ | ---------- | ------------ | -------------- | ------- |
| ستيفان لوصلر | رجال PT2 | 12:07             | 2:24       | 40:16              | 1:22       | 21:15        | 1:17:24        | 7       |
| مارتن شولز   | رجال PT4 | 10:33             | 1:09       | 32:23              | 0:39       | 17:53        | 1:02:37        | الأول   |

## التجديف
ان أحد مسارات التأهل لأولمبياد ريو هو حصول قارب ضمن الثمانية الأوائل في بطولة العالم للتجديف لعام 2015 في سباق متنوع. تأهلت ألمانيا إلى دورة الألعاب الأولمبية 2016 وفقًا لهذا المعيار في سباق إل تي إيه ميكسد كوكسد فور محققةً المركز السابع بزمن قدره 03:30.920.
| اللاعب                                                       | الفعالية              | الأدوار التمهيدية | الأدوار التمهيدية | الإعادة | الإعادة | نصف النهائي | نصف النهائي | النهائي | النهائي |
| اللاعب                                                       | الفعالية              | الوقت             | الترتيب           | الوقت   | الترتيب | الوقت       | الترتيب     | الوقت   | الترتيب |
| ------------------------------------------------------------ | --------------------- | ----------------- | ----------------- | ------- | ------- | ----------- | ----------- | ------- | ------- |
| يوهانس شميت                                                  | التجديف الفردي للرجال | 5:27.77           | 6 R               | 5:22.97 | 4 FB    | Bye         | Bye         | 5:12.14 | 11      |
| أنكه مولكنتين تينو كوليتشر فالنتين لوز سوزان لاكنر إنغا ثوني | رباعي مختلط مع قبطان  | 3:31.59           | 3 R               | 3:35.68 | 1 FA    | Bye         | Bye         | 3:27.34 | 4       |

## الإبحار
تأهلت ألمانيا بقاربها لاثنين من فئات الإبحار الثلاث في الألعاب بفضل نتائجها في بطولة العالم للإبحار لذوي الاحتياجات الخاصة لعام 2014، التي أقيمت في هاليفاكس، نوفا سكوشا، كندا. وحققت مراكز في سباق 2.4 متر فردي، كما تأهل طاقم لفئة السونار المكونة من ثلاثة أشخاص.
| الرياضي                               | الحدث                   | السباق | السباق | السباق | السباق | السباق | السباق | السباق | السباق | السباق | السباق | السباق | النقاط الصافية | الترتيب النهائي |
| الرياضي                               | الحدث                   | 1      | 2      | 3      | 4      | 5      | 6      | 7      | 8      | 9      | 10     | 11     | النقاط الصافية | الترتيب النهائي |
| ------------------------------------- | ----------------------- | ------ | ------ | ------ | ------ | ------ | ------ | ------ | ------ | ------ | ------ | ------ | -------------- | --------------- |
| هايكو كروغر                           | نورلين مارك 3 / 2.5 متر | 2      | 3      | 5      | 11     | 2      | 10     | 7      | 6      | 15     | 2      | 7      | 55             | 6               |
| لاس كليتزينغ زيغموند ماينكا ينس كروكر | سونار                   | 4      | 5      | 7      | 6      | 8      | 10     | 5      | 7      | 5      | 3      | 5      | 55             | 6               |

## الرماية
أُتيحت أول فرصة للتأهل للرماية في ألعاب ريو خلال بطولة العالم للرماية البارالمبية الدولية 2014 في سول. وتأهل الرماة إلى لجنتهم البارالمبية الوطنية. وتأهلت ألمانيا إلى هذه البطولة في مسابقة البندقية الهوائية المختلطة 10 مم R3 - وضعية الانبطاح SH1، وذلك بفضل أداء ناتاشا هيلتروب. وكانت هذه هي البطولة الوحيدة التي تأهلت إليها ألمانيا في هذه البطولة.
أرسلت الدولة رماة إلى كأس العالم للرماية لذوي الاحتياجات الخاصة 2015 في أوسييك، كرواتيا، حيث كان التأهل المباشر إلى ريو متاحًا أيضًا. وقد حصلوا على مكان في التصفيات بناءً على أداء نوربرت ناو في مسابقة R1 - 10 أمتار لبندقية الهواء الطلق SH1 للرجال الواقفين.
أُتيحت الفرصة الثالثة للتأهل المباشر للرماة إلى دورة الألعاب البارالمبية ريو خلال بطولة كأس العالم للرماية البارالمبية الدولية 2015 في سيدني، أستراليا. في هذه البطولة، تأهل جوزيف نيوماير لبلاده في مسابقة بندقية الهواء المضغوط 10 أمتار للرجال (R1) وقوفًا SH1.
أُقيمت آخر بطولة تأهيلية مباشرة لأولمبياد ريو في الرماية ضمن بطولة كأس العالم للرماية لذوي الاحتياجات الخاصة 2015 في فورت بينينج في نوفمبر. وحجز برنهارد فيندت مقعدًا تأهيليًا لبلاده في هذه البطولة في مسابقة البندقية المختلطة 50 مترًا في وضعية الانبطاح SH1 فئة R6. ومنحت إلكي سيجر ألمانيا آخر مقعد تأهيلي مباشر لها في الرماية في فئة R8 فئة البندقية 50 مترًا للسيدات في ثلاثة أوضاع.
| الرياضي          | الحدث                                                                                     | التصفيات | التصفيات | نصف النهائي | نصف النهائي | النهائي  | النهائي  |
| الرياضي          | الحدث                                                                                     | النقاط   | الترتيب  | النقاط      | الترتيب     | النقاط   | الترتيب  |
| ---------------- | ----------------------------------------------------------------------------------------- | -------- | -------- | ----------- | ----------- | -------- | -------- |
| برنهارد فنت      | الرماية في الألعاب البارالمبية الصيفية 2016 – بندقية هوائية 10 متر وضع الانبطاح مختلط SH1 | 625.4    | 32       | —           | —           | لم يتأهل | لم يتأهل |
| برنهارد فنت      | الرماية في الألعاب البارالمبية الصيفية 2016 – بندقية 50 متر وضع الانبطاح مختلط SH1        | 600.4    | 34       | —           | —           | لم يتأهل | لم يتأهل |
| نوربرت غاو       | الرماية في الألعاب البارالمبية الصيفية 2016 – بندقية هوائية 10 متر وقوف رجال SH1          | 613.8    | 12       | —           | —           | لم يتأهل | لم يتأهل |
| ناتاشا هيلتروب   | الرماية في الألعاب البارالمبية الصيفية 2016 – بندقية هوائية 10 متر وقوف سيدات SH1         | 400.5    | 12       | —           | —           | لم تتأهل | لم تتأهل |
| ناتاشا هيلتروب   | الرماية في الألعاب البارالمبية الصيفية 2016 – بندقية 50 متر 3 أوضاع سيدات SH1             | 563      | 5        | —           | —           | 390.9    | 7        |
| ناتاشا هيلتروب   | الرماية في الألعاب البارالمبية الصيفية 2016 – بندقية هوائية 10 متر وضع الانبطاح مختلط SH1 | 634.3    | 5        | —           | —           | 211.5    | الثاني   |
| ناتاشا هيلتروب   | الرماية في الألعاب البارالمبية الصيفية 2016 – بندقية 50 متر وضع الانبطاح مختلط SH1        | 612.8    | 13       | —           | —           | لم تتأهل | لم تتأهل |
| جوزيف نوماير     | الرماية في الألعاب البارالمبية الصيفية 2016 – بندقية هوائية 10 متر وقوف رجال SH1          | 612.3    | 13       | —           | —           | لم يتأهل | لم يتأهل |
| جوزيف نوماير     | الرماية في الألعاب البارالمبية الصيفية 2016 – بندقية 50 متر 3 أوضاع مختلط SH1             | 1136     | 11       | —           | —           | لم يتأهل | لم يتأهل |
| مانويلا شميرموند | الرماية في الألعاب البارالمبية الصيفية 2016 – بندقية هوائية 10 متر وقوف سيدات SH1         | 399.1    | 16       | —           | —           | لم تتأهل | لم تتأهل |
| مانويلا شميرموند | الرماية في الألعاب البارالمبية الصيفية 2016 – بندقية 50 متر 3 أوضاع سيدات SH1             | 558      | 7        | —           | —           | 423.2    | 4        |
| مانويلا شميرموند | الرماية في الألعاب البارالمبية الصيفية 2016 – بندقية 50 متر وضع الانبطاح مختلط SH1        | 609.5    | 22       | —           | —           | لم تتأهل | لم تتأهل |
| إلكه زيليغر      | الرماية في الألعاب البارالمبية الصيفية 2016 – بندقية هوائية 10 متر وقوف سيدات SH1         | 401.6    | 11       | —           | —           | لم تتأهل | لم تتأهل |
| إلكه زيليغر      | الرماية في الألعاب البارالمبية الصيفية 2016 – بندقية 50 متر 3 أوضاع سيدات SH1             | 546      | 14       | —           | —           | لم تتأهل | لم تتأهل |

## الكرة الطائرة بوضعية الجلوس
من خلال احتلال المركز الثاني في بطولة أوروبا في فارندورف بألمانيا، تأهل فريق الكرة الطائرة الوطني للرجال في ألمانيا إلى دورة الألعاب البارالمبية الصيفية 2016 حيث تأهل منتخب البوسنة والهرسك للكرة الطائرة بوضعية الجلوس بالفعل إلى ريو.

## السباحة
حصل الفائزان الأوليان في كل سباق ميدالية في بطولة العالم للسباحة لذوي الاحتياجات الخاصة 2015 على مكان تأهل لبلديهما إلى ريو. حصلت دانييلا شولتي على مكان لألمانيا بعد فوزها بالميدالية الفضية في سباق 100 متر سباحة حرة للسيدات S11.
الرجال
| الرياضي         | الحدث               | التصفيات | التصفيات | النهائي  | النهائي  |
| الرياضي         | الحدث               | النتيجة  | الترتيب  | النتيجة  | الترتيب  |
| --------------- | ------------------- | -------- | -------- | -------- | -------- |
| كريستوف بوركارد | 100م صدر SB6        | 1:29.90  | 6 تأهل   | 1:27.68  | 6        |
| توبياس بولاپ    | 50م حرة S7          | 30.23    | 7 تأهل   | 30.04    | 8        |
| توبياس بولاپ    | 100م حرة S7         | 1:05.73  | 5 تأهل   | 1:04.76  | 7        |
| توبياس بولاپ    | 50م فراشة S7        | 32.13    | 7 تأهل   | 32.91    | 8        |
| توبياس بولاپ    | 200م متنوع فردي SM7 | 2:46.16  | 5 تأهل   | 2:45.40  | 6        |
| توربن شميتكه    | 100م حرة S8         | 1:03.75  | 13       | لم يتأهل | لم يتأهل |
| توربن شميتكه    | 400م حرة S8         | 4:56.29  | 11       | لم يتأهل | لم يتأهل |
| توربن شميتكه    | 100م صدر SB6        | 1:24.61  | 3 تأهل   | 1:23.47  | الثالث   |
| هانس شورمان     | 50م حرة S7          | 32.93    | 12       | لم يتأهل | لم يتأهل |
| هانس شورمان     | 100م حرة S7         | 1:10.09  | 11       | لم يتأهل | لم يتأهل |
| هانس شورمان     | 400م حرة S7         | 5:26.39  | 11       | لم يتأهل | لم يتأهل |
| هانس شورمان     | 100م ظهر S7         | 1:22.39  | 10       | لم يتأهل | لم يتأهل |
| هانس شورمان     | 50م فراشة S7        | 36.39    | 13       | لم يتأهل | لم يتأهل |
| هانس شورمان     | 200م متنوع فردي SM7 | DSQ      | DSQ      | لم يتأهل | لم يتأهل |
| دانيال سيمون    | 50م حرة S12         | 25.23    | 9        | لم يتأهل | لم يتأهل |
| دانيال سيمون    | 100م صدر SB12       | 1:11.52  | 7 تأهل   | 1:12.08  | 7        |

السيدات
| الرياضية          | الحدث                   | التصفيات         | التصفيات | النهائي          | النهائي  |
| الرياضية          | الحدث                   | النتيجة          | الترتيب  | النتيجة          | الترتيب  |
| ----------------- | ----------------------- | ---------------- | -------- | ---------------- | -------- |
| يانينا بروير      | 200 متر حرة S14         | 2:21.14          | 7 تأهل   | 2:22.16          | 8        |
| يانينا بروير      | 100 متر ظهر S14         | 1:16.26          | 6 تأهل   | 1:16.02          | 6        |
| يانينا بروير      | 100 متر صدر SB14        | 1:28.65          | 10       | لم تتأهل         | لم تتأهل |
| يانينا بروير      | 200 متر متنوع فردي SM14 | 2:41.69          | 9        | لم تتأهل         | لم تتأهل |
| آنكه كونرادي      | 100 متر حرة S3          | 2:28.57          | 10       | لم تتأهل         | لم تتأهل |
| آنكه كونرادي      | 50 متر ظهر S3           | 1:12.28          | 11       | لم تتأهل         | لم تتأهل |
| دنيز غراهل        | 50 متر حرة S7           | 33.28 رقم أوروبي | 2 تأهل   | 33.16 رقم أوروبي | الثاني   |
| دنيز غراهل        | 100 متر حرة S7          | 1:13.43          | 2 تأهل   | 1:13.70          | 5        |
| دنيز غراهل        | 100 متر ظهر S7          | 1:28.08          | 8 تأهل   | 1:29.87          | 8        |
| دنيز غراهل        | 50 متر فراشة S7         | 40.62            | 9        | لم تتأهل         | لم تتأهل |
| إلينا كرافسوف     | 50 متر حرة S13          | 29.51            | 15       | لم تتأهل         | لم تتأهل |
| إلينا كرافسوف     | 100 متر حرة S13         | 1:06.89          | 19       | لم تتأهل         | لم تتأهل |
| إلينا كرافسوف     | 100 متر صدر SB13        | 1:17.25          | 2 تأهل   | 1:17.46          | 5        |
| إلينا كرافسوف     | 200 متر متنوع فردي SM13 | 2:40.51          | 9        | لم تتأهل         | لم تتأهل |
| ناومي مايكي شنِتغر | 50 متر حرة S12          | 28.87            | 2 تأهل   | 28.38            | الثاني   |
| ناومي مايكي شنِتغر | 100 متر حرة S13         | 1:01.78          | 5 تأهل   | 1:01.57          | 6        |
| ناومي مايكي شنِتغر | 400 متر حرة S13         | 4:43.59          | 3 تأهل   | 4:43.57          | 4        |
| ناومي مايكي شنِتغر | 100 متر فراشة S13       | 1:09.96          | 10       | لم تتأهل         | لم تتأهل |
| فيرينا شوت        | 100 متر حرة S7          | 1:18.57          | 8 تأهل   | 1:18.72          | 8        |
| فيرينا شوت        | 400 متر حرة S7          | —                | 5:41.47  | 5                |          |
| فيرينا شوت        | 100 متر ظهر S7          | 1:28.12          | 9        | لم تتأهل         | لم تتأهل |
| فيرينا شوت        | 100 متر صدر SB5         | 1:49.38          | 5 تأهل   | 1:46.07          | 4        |
| فيرينا شوت        | 200 متر متنوع فردي SM6  | 3:16.63          | 7 تأهل   | 3:10.44          | 4        |
| دانييلا شولت      | 400 متر حرة S11         | 5:27.41          | 3 تأهل   | 5:29.93          | 5        |
| دانييلا شولت      | 100 متر ظهر S11         | 1:26.12          | 9        | لم تتأهل         | لم تتأهل |
| دانييلا شولت      | 200 متر متنوع فردي SM11 | 3:00.74          | 6 تأهل   | 2:59.08          | 7        |
| إميلي تيلي        | 50 متر حرة S12          | 31.19            | 8        | 30.87            | 8        |
| إميلي تيلي        | 100 متر صدر SB13        | 1:21.78          | 9        | لم تتأهل         | لم تتأهل |
| إميلي تيلي        | 100 متر فراشة S13       | 1:14.78          | 13       | لم تتأهل         | لم تتأهل |

## كرة الطاولة
الرجال
| الرياضي                    | الحدث        | دور المجموعات                    | دور المجموعات                          | دور المجموعات          | دور الـ32                        | ربع النهائي                        | نصف النهائي               | النهائي                | النهائي     |
| الرياضي                    | الحدث        | المنافس النتيجة                  | المنافس النتيجة                        | الترتيب                | المنافس النتيجة                  | المنافس النتيجة                    | المنافس النتيجة           | المنافس النتيجة        | الترتيب     |
| -------------------------- | ------------ | -------------------------------- | -------------------------------------- | ---------------------- | -------------------------------- | ---------------------------------- | ------------------------- | ---------------------- | ----------- |
| هولغر نيكلس                | فردي فئة 1   | مايور (المجر) · خ 1–3            | جو ي-د (كوريا الجنوبية) · خ 0–3        | 3                      | —                                | لم يتأهل                           | لم يتأهل                  | لم يتأهل               | لم يتأهل    |
| توماس بروخل                | فردي فئة 3   | أبو جامي (الأردن) · ف 3–1        | جيونغ ي إ (كوريا الجنوبية) · ف 3–1     | 1 ت                    | كيم ج-س (كوريا الجنوبية) · ف 3–1 | تساي ش (الصين) · ف 3–2             | فينغ ب (الصين) · خ 1–3    | ميرين (فرنسا) · خ 2–3  | 4           |
| يان جورتلر                 | فردي فئة 3   | تشاو ب (الصين) · خ 2–3           | يوشيدا (اليابان) · ف 3–1               | 2 ت                    | أوغرن (السويد) · ف 3–0           | فينغ ب (الصين) · خ 1–3             | لم يتأهل                  | لم يتأهل               | لم يتأهل    |
| توماس شميدبرغر             | فردي فئة 3   | ماكسزين (رومانيا) ف 3–0          | لاوونغ (تايلاند) · ف 3–0               | 1 ت                    | أبو جامي (الأردن) · ف 3–0        | كناف (البرازيل) · ف 3–0            | ميرين (فرنسا) · ف 3–2     | فينغ ب (الصين) · خ 1–3 | قالب:فضية02 |
| فالنتين باوس               | فردي فئة 5   | سيغاتو (البرازيل) · ف 3–0        | هانتر-سبايفي (بريطانيا العظمى) · ف 3–0 | 1 ت                    | —                                | فتير (مصر) · ف 3–0                 | باليكوتشا (صربيا) · ف 3–0 | كاو ن (الصين) · خ 0–3  | قالب:فضية02 |
| توماس راو                  | فردي فئة 6   | ويذريل (بريطانيا العظمى) · ف 3–0 | حمدتو (مصر) · ف 3–0                    | 1 ت                    | —                                | بارك هـ-ك (كوريا الجنوبية) · خ 0–3 | لم يتأهل                  | لم يتأهل               | لم يتأهل    |
| يوشن فولمرت                | فردي فئة 7   | نيكولينكو (أوكرانيا) · خ 0–3     | ميسي (فرنسا) · خ 0–3                   | 3                      | —                                | لم يتأهل                           | لم يتأهل                  | لم يتأهل               | لم يتأهل    |
| توماس بروخل توماس شميدبرغر | فريق فئة 3   | —                                | السويد · ف 2–0                         | البرازيل · ف 2–0       | الصين · خ 1–2                    | قالب:فضية02                        |                           |                        |             |
| فالنتين باوس يان جورتلر    | فريق فئة 4–5 | —                                | صربيا · ف 2–0                          | كوريا الجنوبية · خ 0–2 | لم يتأهل                         | لم يتأهل                           | لم يتأهل                  |                        |             |
| توماس راو يوشن فولمرت      | فريق فئة 6–8 | —                                | الدنمارك · ف 2–0                       | أوكرانيا · خ 0–2       | لم يتأهل                         | لم يتأهل                           | لم يتأهل                  |                        |             |

السيدات
| الرياضية                           | الحدث         | دور المجموعات                 | دور المجموعات              | دور المجموعات           | دور المجموعات | ربع النهائي                      | نصف النهائي                  | النهائي                   | النهائي     |
| الرياضية                           | الحدث         | المنافسة النتيجة              | المنافسة النتيجة           | المنافسة النتيجة        | الترتيب       | المنافسة النتيجة                 | المنافسة النتيجة             | المنافسة النتيجة          | الترتيب     |
| ---------------------------------- | ------------- | ----------------------------- | -------------------------- | ----------------------- | ------------- | -------------------------------- | ---------------------------- | ------------------------- | ----------- |
| ساندرا ميكولاشيك                   | فردي فئة 4    | ماتيć (صربيا) · ف 3–1         | دي تورو (أستراليا) · ف 3–0 | —                       | 1 ت           | جيلروي (بريطانيا العظمى) · خ 2–3 | لم تتأهل                     | لم تتأهل                  | لم تتأهل    |
| ستيفاني غريب                       | فردي فئة 6    | ليتوفشينكو (أوكرانيا) · ف 3–1 | مارشال (بولندا) · ف 3–1    | —                       | 1 ت           | —                                | خودزينسكا (أوكرانيا) · ف 3–2 | باوفيتش (كرواتيا) · خ 0–3 | قالب:فضية02 |
| جوليان وولف                        | فردي فئة 8    | أرلوي (المجر) · ف 3–1         | كامكاسومفو (فرنسا) · خ 0–3 | بان م (الصين) · ف 3–2   | 2 ت           | —                                | ماو ج (الصين) · خ 1–3        | مدينا (الفلبين) · خ 0–3   | 4           |
| لينا كرام                          | فردي فئة 9    | بيك (بولندا) · خ 0–3          | راوين (البرازيل) · خ 0–3   | شيونغ ج (الصين) · خ 0–3 | 4             | —                                | لم تتأهل                     | لم تتأهل                  | لم تتأهل    |
| ستيفاني غريب لينا كرام جوليان وولف | فريق فئة 6–10 | —                             | البرازيل · خ 0–2           | لم تتأهل                | لم تتأهل      | لم تتأهل                         |                              |                           |             |

## كرة السلة على الكراسي المتحركة

### الرجال
تأهل منتخب ألمانيا لكرة السلة على الكراسي المتحركة للرجال إلى دورة الألعاب البارالمبية ريو 2016.

### السيدات
تأهل منتخب ألمانيا لكرة السلة على الكراسي المتحركة للسيدات إلى دورة الألعاب البارالمبية ريو 2016. بصفتها الدولة المضيفة، كان على البرازيل اختيار المجموعة التي ستُوضع فيها. وُضعت في مجموعة مشتركة مع الجزائر، التي ستُوضع في مجموعة لم تختارها. اختارت البرازيل المجموعة أ، التي ضمت كندا وألمانيا وبريطانيا العظمى والأرجنتين. بينما انتهى المطاف بالجزائر في المجموعة ب مع الولايات المتحدة وهولندا وفرنسا والصين.

## المبارزة على الكراسي المتحركة
الرجال
| الرياضي        | الحدث | دور المجموعات          | دور المجموعات           | دور المجموعات          | دور المجموعات                 | دور المجموعات | ربع النهائي     | نصف النهائي     | النهائي         | النهائي  |
| الرياضي        | الحدث | المنافس النتيجة        | المنافس النتيجة         | المنافس النتيجة        | المنافس النتيجة               | الترتيب       | المنافس النتيجة | المنافس النتيجة | المنافس النتيجة | الترتيب  |
| -------------- | ----- | ---------------------- | ----------------------- | ---------------------- | ----------------------------- | ------------- | --------------- | --------------- | --------------- | -------- |
| بالويندر تشيما | سيف ب | فينغ ي (الصين) · خ 2–5 | كاسترو (بولندا) · خ 1–5 | ماينفيل (كندا) · خ 0–5 | تريانتافيلو (اليونان) · خ 4–5 | 5             | لم يتأهل        | لم يتأهل        | لم يتأهل        | لم يتأهل |

السيدات
| الرياضية           | الحدث       | دور المجموعات                 | دور المجموعات         | دور المجموعات              | دور المجموعات                 | دور المجموعات               | دور المجموعات | ربع النهائي                    | نصف النهائي             | النهائي                        | النهائي  |
| الرياضية           | الحدث       | المنافسة النتيجة              | المنافسة النتيجة      | المنافسة النتيجة           | المنافسة النتيجة              | المنافسة النتيجة            | الترتيب       | المنافسة النتيجة               | المنافسة النتيجة        | المنافسة النتيجة               | الترتيب  |
| ------------------ | ----------- | ----------------------------- | --------------------- | -------------------------- | ----------------------------- | --------------------------- | ------------- | ------------------------------ | ----------------------- | ------------------------------ | -------- |
| سيمونه بريزه-باتكه | سيف الشيش ب | ديمود (فرنسا) · ف 5–4         | ياو ف (الصين) · ف 5–3 | بوزنياك (أوكرانيا) · ف 5–2 | ماكوفسكا (بولندا) · ف 5–4     | لوفاكي (اليونان) · ف 5–2    | 1 ت           | ماكريتسكايا (بيلاروس) · ف 15–9 | جانا (تايلاند) · خ 5–15 | تشان ي ت (هونغ كونغ) · خ 14–15 | 4        |
| سيمونه بريزه-باتكه | فلوريه ب    | تشوين ي ب (هونغ كونغ) · ف 5–0 | فيو (إيطاليا) · خ 0–5 | ياو ف (الصين) · خ 3–5      | ماكريتسكايا (بيلاروس) · خ 3–5 | خيتسورياني (جورجيا) · خ 2–5 | 5             | لم تتأهل                       | لم تتأهل                | لم تتأهل                       | لم تتأهل |

## كرة مضرب الكراسي المتحركة
تأهلت كاثرينا كروجر إلى ريو في منافسات فردي السيدات.
السيدات
| الرياضية      | الحدث        | دور الـ32                     | دور الـ16                     | ربع النهائي      | نصف النهائي      | النهائي / BM     | النهائي / BM |
| الرياضية      | الحدث        | المنافسة النتيجة              | المنافسة النتيجة              | المنافسة النتيجة | المنافسة النتيجة | المنافسة النتيجة | الترتيب      |
| ------------- | ------------ | ----------------------------- | ----------------------------- | ---------------- | ---------------- | ---------------- | ------------ |
| كاثرينا كروغر | فردي السيدات | أوتشوا (إسبانيا) · ف 6–1، 6–1 | هوانغ هـ (الصين) · خ 0–6، 3–6 | لم تتأهل         | لم تتأهل         | لم تتأهل         | لم تتأهل     |